# Camarzana de Tera (kommunhuvudort)
Camarzana de Tera är en kommunhuvudort i Spanien.   Den ligger i provinsen Provincia de Zamora och regionen Kastilien och Leon, i den nordvästra delen av landet, 260 km nordväst om huvudstaden Madrid. Camarzana de Tera ligger 735 meter över havet och antalet invånare är 962.
Terrängen runt Camarzana de Tera är huvudsakligen platt. Camarzana de Tera ligger nere i en dal. Runt Camarzana de Tera är det glesbefolkat, med 11 invånare per kvadratkilometer. Närmaste större samhälle är Santibáñez de Vidriales, 8,8 km norr om Camarzana de Tera. Trakten runt Camarzana de Tera består till största delen av jordbruksmark.